# Bezirk Pilsen
Der Bezirk Pilsen (tschechisch Okresní hejtmanství Plzeň) war ein Politischer Bezirk im Königreich Böhmen. Der Bezirk umfasste Gebiete in Westböhmen im heutigen Plzeňský kraj (Okres Plzeň-jih bzw. Okres Plzeň-město). Sitz der Bezirkshauptmannschaft war die Stadt Pilsen (Plzeň). Das Gebiet gehörte seit 1918 zur neu gegründeten Tschechoslowakei und ist seit 1993 Teil Tschechiens.

## Geschichte
Die modernen, politischen Bezirke der Habsburgermonarchie wurden 1868 im Zuge der Trennung der politischen von der judikativen Verwaltung geschaffen.
Der Bezirk Pilsen wurde 1868 aus den Gerichtsbezirken Pilsen (tschechisch soudní okres Plzeň), Blowitz (Blovice) und Rokitzan (Rokycany) gebildet.
Der Gerichtsbezirk Rokycan (auch: Rokitzan) wurde jedoch per 1. September 1896 vom Bezirk Pilsen abgetrennt und bildete zusammen mit dem Gerichtsbezirk Zbirow den Bezirk Rokitzan.
Im Bezirk Pilsen lebten 1869 99.027 Personen, wobei der Bezirk ein Gebiet von 16,8 Quadratmeilen und 137 Gemeinden umfasste.
1900 beherbergte der Bezirk 132.346 Menschen, die auf einer Fläche von 659,70 km² bzw. in 103 Gemeinden lebten.
Der Bezirk Pilsen umfasste 1910 eine Fläche von 659,71 km² und eine Bevölkerung von 156.073 Personen. Von den Einwohnern hatten 143.594 Tschechisch und 11.763 Deutsch als Umgangssprache angegeben. Weiters lebten im Bezirk 716 Anderssprachige oder Staatsfremde. Zum Bezirk gehörten zwei Gerichtsbezirke mit insgesamt 103 Gemeinden bzw. 110 Katastralgemeinden.